# Doda (Berg)
Der Doda (englisch Doda Peak) ist ein Berg im Kishtwar-Himalaya, einer Gebirgsregion im Westhimalaya im indischen Unionsterritorium Ladakh.
Der 6573 m (nach anderen Quellen 6550 m) hohe Berg befindet sich im Distrikt Kargil am südöstlichen oberen Ende des Drang-Drung-Gletschers, der vom Fluss Doda (auch Stod) entwässert wird. Der Doda befindet sich 43 km südöstlich des Nun-Kun-Massivs.
Der Doda wurde 1976 von einer japanischen Expedition erstbestiegen.